# Cordia porcata
Cordia porcata är en strävbladig växtart som beskrevs av Nowicke. Cordia porcata ingår i släktet Cordia, och familjen strävbladiga växter. Inga underarter finns listade i Catalogue of Life.